# Super Collider
Super Collider —en español: Super colisionador— es el décimo cuarto álbum de estudio de la banda de heavy metal Megadeth, el cual fue puesto en venta el 4 de junio de 2013. Super Collider es el primer álbum de Megadeth en ser lanzado por el propio sello de Mustaine, Tradecraft tras la división de la banda con Roadrunner Records y el último con el baterista Shawn Drover y el guitarrista Chris Broderick.
Además, Super Collider es el primer álbum de Megadeth desde Cryptic Writings, lanzado en 1997, que no cuentan con un cambio en la formación del álbum anterior. A pesar de las críticas el álbum fue bien recibido comercialmente, la primera semana se ubicó en el puesto #6 de Billboard 200. Siendo la posición más alta desde Countdown to Extinction y Youthanasia. También ha alcanzado llegar al top ten de Noruega, Argentina (#7), Canadá y Finlandia (#4).

## Sencillos
El 12 de abril, la banda por medio de su página Megadeth.com da un adelanto de la canción «Don't Turn Your Back», despertando las esperanzas de sus fanáticos. Hasta el momento Megadeth solo ha lanzado un solo sencillo de este álbum: «Super Collider» (homónimo). Salió a la venta el 22 de abril de 2013; sin embargo se develo en el programa de radio estadounidense Full Metal Jackie días antes.
El sencillo «Kingmaker» sale a la venta el día 18 de mayo, recibiendo una mayor aceptación por parte de los fanáticos en comparación con el primer sencillo homónimo aunque han recibido críticas por ser muy parecido a «Children of the Grave»,[cita requerida] una canción de Black Sabbath.

## Lista de canciones
| N.º | Título                          | Escritor(es)                                   | Duración |  |
| 1.  | «Kingmaker»                     | Dave Mustaine, David Ellefson                  | 4:16     |  |
| 2.  | «Super Collider»                | Dave Mustaine                                  | 4:11     |  |
| 3.  | «Burn!»                         | Dave Mustaine                                  | 4:11     |  |
| 4.  | «Built For War»                 | Dave Mustaine, Shawn Drover, Chris Broderick   | 3:57     |  |
| 5.  | «Off The Edge»                  | Dave Mustaine                                  | 4:11     |  |
| 6.  | «Dance In The Rain»             | Dave Mustaine                                  | 4:45     |  |
| 7.  | «Beginning Of Sorrow»           | Dave Mustaine, David Ellefson, Chris Broderick | 3:51     |  |
| 8.  | «The Blackest Crow»             | Dave Mustaine                                  | 4:27     |  |
| 9.  | «Forget To Remember»            | Dave Mustaine                                  | 4:28     |  |
| 10. | «Don't Turn Your Back...»       | Dave Mustaine                                  | 3:47     |  |
| 11. | «Cold Sweat» (Thin Lizzy cover) | Phil Lynott, John Sykes                        | 3:10     |  |

| Bonus tracks japonés |                                                                                   |                                                           |          |  |
| N.º                  | Título                                                                            | Escritor(es)                                              | Duración |  |
| 12.                  | «All I Want» (Aparece en todas las ediciones que contienen canciones extras)      | Dave Mustaine                                             | 02:54    |  |
| 13.                  | «A House Divided» (Aparece en todas las ediciones que contienen canciones extras) | Dave Mustaine                                             | 04:05    |  |
| 14.                  | «Countdown To Extinction» (En vivo)                                               | Dave Mustaine, David Ellefson, Marty Friedman, Nick Menza | 04:23    |  |

| Mejor edición de compra exclusiva bonus tracks estadounidense |                                                                                   |                                                           |          |  |
| N.º                                                           | Título                                                                            | Escritor(es)                                              | Duración |  |
| 12.                                                           | «All I Want» (Aparece en todas las ediciones que contienen canciones extras)      | Dave Mustaine                                             | 02:54    |  |
| 13.                                                           | «A House Divided» (Aparece en todas las ediciones que contienen canciones extras) | Dave Mustaine                                             | 04:05    |  |
| 14.                                                           | «Countdown To Extintion» (En vivo)                                                | Dave Mustaine, David Ellefson, Marty Friedman, Nick Menza | 04:23    |  |

| Edición europea de lujo bonus tracks |                                                                                   |              |          |  |
| N.º                                  | Título                                                                            | Escritor(es) | Duración |  |
| 12.                                  | «All I Want» (Aparece en todas las ediciones que contienen canciones extras)      | Mustaine     | 02:54    |  |
| 13.                                  | «A House Divided» (Aparece en todas las ediciones que contienen canciones extras) | Mustaine     | 04:05    |  |

## Personal
| Megadeth - Dave Mustaine - Voz, guitarra líder, guitarra rítmica - David Ellefson - Bajo, coros - Chris Broderick - Guitarra líder, guitarra rítmica - Shawn Drover - Batería | Producción - Producido por Johnny K | Invitados - David Draiman - Voz en Dance In The Rain |